# Рубин, Роберт
Роберт Эдвард Рубин (англ. Robert Edward Rubin; род. 29 августа 1938 года, Нью-Йорк) — американский банкир, предприниматель, 70-й министр финансов США — в администрации Клинтона.

## Биография
Родился в еврейской семье. Вскоре его семья переехала в Майами, где он окончил среднюю школу Майами-Бич. Являлся членом 35-го отряда бойскаутов. В 1960 году окончил экономический факультет Гарвардского колледжа, а в 1964 году получил степень бакалавра права в юридической школе Йельского университета. 9 мая 2008 года стал почётным доктором права университета Майами.
В 1966 году устраивается на работу в банк «Goldman Sachs» в отдел арбитражных рисков. В 1971 году становится генеральным партнёром банка. В 1980 году приходит в комитет по управлению — вместе с будущим губернатором Нью-Джерси Джоном Корзином. В 1990–1992 гг. председатель и CEO Goldman Sachs. 
С 20 января 1993 по 10 января 1995 года служит в Белом доме в качестве помощника президента по экономической политике. В 1993—1995 возглавлял созданный Б. Клинтоном Национальный экономический совет.
В январе 1995 года Роберт Рубин был утверждён на пост министра финансов США. В это время Мексика была охвачена финансовым кризисом, который грозил перейти в дефолт по долговым обязательствам. Президент Клинтон, с учётом рекомендаций Рубина и председателя Федеральной резервной системы Алана Гринспена, выделил соседу США заём в 20 миллиардов долларов. В 1997—1998 годах Рубин тесно сотрудничал с Гринспеном и экономистом Лоуренсом Саммерсом по вопросу эффективной борьбы с кризисом на финансовых рынках России, стран Азии и Латинской Америки. По данным министра, целевой кредит выделенный России для предотвращения дефолта в 1998 г., был использован для других целей. 15 февраля 1999 года журнал «Time» назвал трёх политиков «комитетом по спасению мира». После окончания срока на посту министра финансов Рубин активно занялся бизнесом.
В своё время именно Рубин настаивал на снятии всех ограничений в работе коммерческих банков, в результате чего банки смогли не только оперировать вкладами и выдавать кредиты, но и выпускать ценные бумаги; создание же рынка банковских ценных бумаг и страховок по необеспеченным ипотечным кредитам подготовило кризис 2008 года. 
Своим учителем его считают Лоуренс Саммерс и Тимоти Гейтнер.